# آيدن (نشان)
آيدن هي بلدة في مقاطعة نشان في ولاية قشقداريا في أوزبكستان.